# Al-Shabaab (Terrororganisation)

Schwarzes Banner der al-Shabaab-Miliz (u. a. auch beim IS in Gebrauch)

Die Harakat al-Shabaab al-Mujahideen (HSM; arabisch حركة الشباب المجاهدين, DMG ḥarakat aš-šabāb al-muǧāhidīn ‚Bewegung der Mudschahedin-Jugend‘) – kurz al-Shabaab (arabisch الشباب, DMG aš-šabāb ‚die Jugend‘) – ist eine islamistische terroristische Bewegung in Somalia. Al-Shabaab kontrolliert Teile Südsomalias und setzt dort die Scharia in strenger Form durch. Die Gruppierung ist wahhabitisch beeinflusst. Ihr Ziel ist die Errichtung eines islamischen Staates am Horn von Afrika und die Beteiligung an einem weltweiten Dschihad. Die Organisation steht auf der Liste der durch das Außenministerium der Vereinigten Staaten als terroristisch bezeichneten Organisationen im Ausland. Berüchtigt und gefürchtet sind sie unter anderem wegen der Selektionen bei den von ihnen verübten Überfällen: Die Opfer werden nach Muslimen und Christen sortiert, die Muslime laufen gelassen und die Christen ermordet.

## Entwicklung

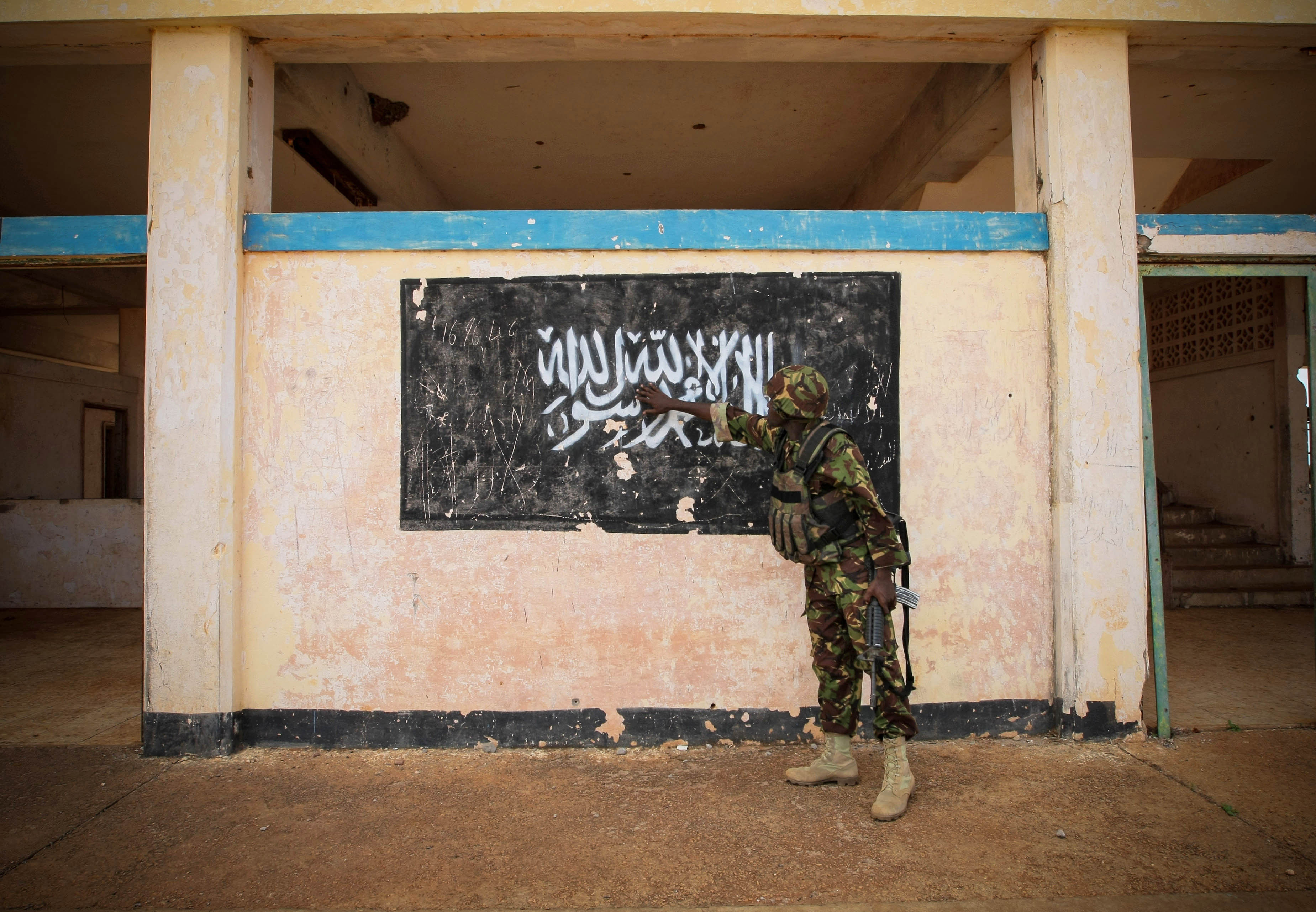
Kenianischer AMISOM Soldat vor Al-Shabaab-Logo in Kismaayo 2015.

Die al-Shabaab wurde nach der Auflösung der Union islamischer Gerichte 2006 von Aden Hashi Ayro als gut ausgebildete und ausgerüstete Miliz gegründet. Aden Hashi Ayro soll zuvor ein Ausbildungslager der al-Qaida in Afghanistan besucht haben.
Die al-Shabaab beging politische Morde an Gegnern der Islamisten. 2008 war al-Shabaab in Mogadischu und weiteren Teilen Süd- und Zentralsomalias aktiv und umfasste einer Schätzung zufolge einige Hundert Zellen mit insgesamt bis zu 7.000 vorwiegend jungen Kämpfern. Sie beteiligte sich neben weiteren islamistischen und Clan-basierten Gruppen am bewaffneten Kampf für den Abzug Äthiopiens. Dabei beanspruchte sie die Führung innerhalb des somalischen Widerstandes gegen Äthiopien und die Übergangsregierung. Zudem strebte sie die Errichtung eines islamischen Staates mit Umsetzung einer strengen Auslegung der Scharia an.
Im März 2008 wurde al-Shabaab in die US-amerikanische Liste terroristischer Organisationen aufgenommen. In einer Stellungnahme begrüßte sie dies ausdrücklich, da sie sich dadurch „auf dem richtigen Weg“ bestärkt fühlte und hoffte, für islamistische Kämpfer aus dem Ausland attraktiver zu werden.
In der Nacht auf den 1. Mai 2008 wurde Aden Hashi Ayro bei einem US-Luftangriff in Dhuusamarreeb getötet. Sein Nachfolger wurde Mukhtar Robow. Am 29. Oktober 2008 wurden in den Gebieten Somaliland und Puntland in Nordsomalia nahezu gleichzeitig Selbstmordattentate in den Städten Hargeisa und Boosaaso verübt. Diese richteten sich gegen den Präsidentenpalast, das äthiopische Handelsbüro und das Büro des Entwicklungsprogramms der Vereinten Nationen. Niemand bekannte sich zu diesen Anschlägen. Eine Täterschaft von al-Shabaab wurde vermutet. Demnach versuchte sie, diese beiden weitgehend autonomen und vom Bürgerkrieg unberührten Gebiete (die gute Beziehungen zu Äthiopien unterhalten) zu destabilisieren.
Im Oktober 2008 kam es zunehmend zu Konfrontationen mit der Allianz für die Wiederbefreiung Somalias (ARS), die aus übrigen (gemäßigten, weniger radikalen) Teilen der Union islamischer Gerichte entstanden ist. Während die ARS Friedensgespräche mit der Übergangsregierung führte und auf diese Weise den Abzug der äthiopischen Truppen erreichte, bestand al-Shabaab auf der Fortführung des bewaffneten Kampfes. Im Januar 2009 verließen die äthiopischen Truppen Somalia und der gemäßigte Islamist Sharif Sheikh Ahmed von der ARS wurde zum neuen Präsidenten gewählt. Nach dem Abzug der äthiopischen Truppen nahm al-Shabaab im Januar 2009 kampflos den Regierungssitz Baidoa ein und drang im weiteren Verlauf des Jahres 2009 in die Region Bakool vor. Sie konnte weiterhin von der verbreiteten Ablehnung gegen Äthiopien und „den Westen“ (aufgrund der Unterstützung für die äthiopische Militärintervention und die Übergangsregierung, deren Truppen zum Teil Übergriffe gegen Zivilisten begingen) in der somalischen Bevölkerung profitieren.
Am 3. Dezember 2009 sprengte sich ein Selbstmordattentäter an einer Examensfeier einer medizinischen Hochschule in Mogadischu in die Luft. Dabei wurden die drei Minister Ibrahim Hassan Addow, Mohamed Abdullahi Waayel und Qamar Aden Ali sowie 19 weitere Personen – größtenteils Medizinstudenten – getötet und mehr als 60 verletzt. Al-Shabaab wies die Verantwortung für diesen Anschlag von sich, wurde jedoch allgemein für verantwortlich gehalten. Daraufhin demonstrierten in Mogadischu Hunderte gegen al-Shabaab. In der Führung der al-Shabaab soll es (Stand 2009) Differenzen um das weitere Vorgehen geben; während eine von Mukhtar Robow geführte Fraktion für Verhandlungen mit Gegnern eintritt, befürworten die Anhänger von Amir Sheikh Mukhtar Abdirahman Abu Subeyr, der angeblich von 1.200 ausländischen Dschihadisten unterstützt wird (s. u.), eine weitere Eskalation des Konflikts, bis ganz Somalia unter ihre Herrschaft gebracht ist. Ende Dezember 2010 kündigte Hisbul Islam die Vereinigung mit al-Shabaab an.
Ende Juli 2011 vertrieben Amisom-Truppen die Kämpfer von Al-Shabaab aus Mogadischu. Die meisten Kämpfer setzten sich in die Region Shabeellaha Hoose ab.

## Aufbau
Ein Grund für den Erfolg von al-Shabaab war neben ihrer militärischen Stärke die verhältnismäßig gute Ausrüstung und Ausbildung ihrer Kämpfer. Diese wurden eher durch ideologische Gemeinsamkeiten als durch veränderliche Clan-Allianzen zusammengehalten. Manche Zellen sollen allerdings auch in Clan-Milizen des mächtigen Habar-Gedir-Hawiya-Clans bestehen, die sich nunmehr als Islamisten bezeichnen. Die einzelnen Zellen sind in unterschiedlichem Ausmaß zur Führung der al-Shabaab loyal. Verschiedentlich gab es Kämpfe mit der verbündeten Hisbul Islam um die Machtteilung. Hisbul Islam ist ebenfalls islamistisch, allerdings eher somalisch-nationalistisch statt auf einen globalen Dschihad ausgerichtet wie al-Shabaab.

### Herrschaft und Umsetzung der Schari'a

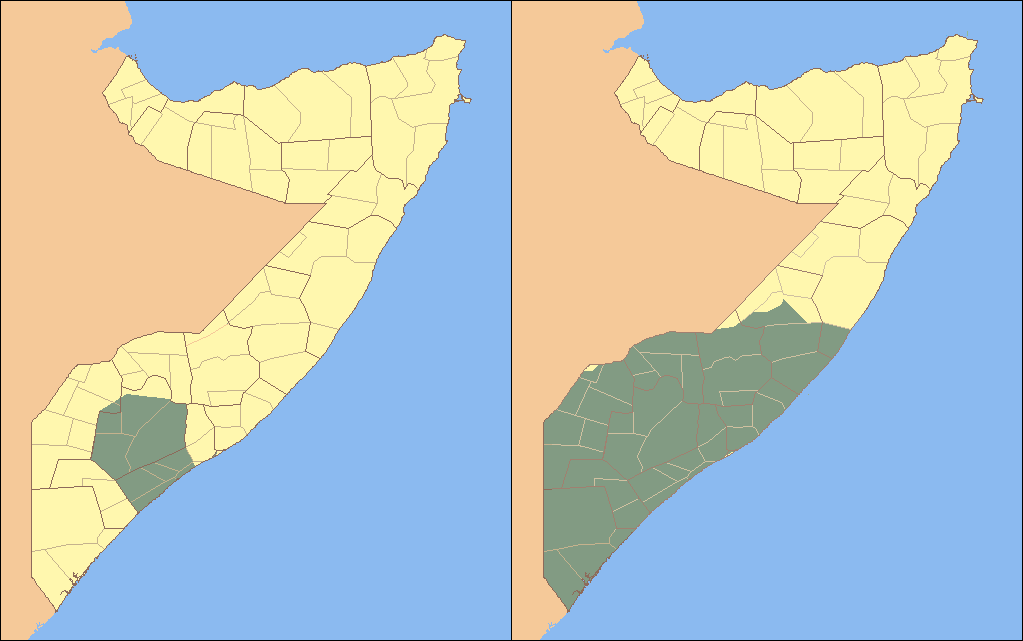
Das von al-Shabaab kontrollierte Gebiet in Somalia. Links im Januar 2009, rechts im Dezember 2010

Al-Shabaab hat die Kontrolle über Teile Südsomalias übernommen. Die Übergangsregierung kontrolliert mit Hilfe der Truppe AMISOM der Afrikanischen Union Mogadischu mit dem Hafen, dem Flughafen, dem Präsidentenpalast und einigen Militärlagern.
In den von ihr kontrollierten Gebieten setzt al-Shabaab eine strenge Auslegung der Scharia durch. Diese variiert lokal, geht jedoch allgemein weit über deren traditionelle Anwendung in Somalia hinaus und schränkt die Freiheit der Bevölkerung ein. So wird der Besuch einer Moschee zu den fünf täglichen Gebeten vorgeschrieben. Zigarettenrauchen und das Kauen von Kat wurden verboten, ebenso Fußball, Kinos, nicht-religiöse Musik und das Tanzen an Hochzeiten. Männer dürfen keine „westlichen“ Frisuren tragen und müssen ihren Bart wachsen lassen. Frauen werden unter Druck gesetzt, statt der üblichen farbigen Gewänder dunkle Kleider (Abayas) mit Gesichtsschleier zu tragen. Ärmere Frauen können sich ein solches Kleidungsstück mitunter nicht leisten, da Abayas teuer importiert werden. al-Shabaab beschränkt auch die Bewegungsfreiheit von Frauen, indem ihnen verboten wird, in der Öffentlichkeit (etwa auf Märkten) zu arbeiten, sich ohne einen männlichen Verwandten als Begleiter zu bewegen oder mit fremden Männern zu sprechen. Mancherorts wurden auch Büstenhalter als „Täuschung“ verboten oder die Bedeckung von Händen und Füßen mit Handschuhen und Socken vorgeschrieben. Verstöße gegen solche Vorschriften werden ohne Gerichtsverfahren mit Auspeitschung, Geldbußen oder (bei Männern) dem Rasieren des Kopfes geahndet.
Als Strafen für angeblichen Diebstahl, außerehelichen Geschlechtsverkehr und „Abfall vom Islam“ hat al-Shabaab mehrere öffentliche Hinrichtungen und Amputationen durchgeführt. Für Aufsehen sorgte insbesondere die Steinigung eines Mädchens in Kismaayo im Oktober 2008, dem Ehebruch vorgeworfen wurde. Gemäß Verwandten war die 13-Jährige vergewaltigt worden und hatte diese Tat bei den Sicherheitskräften der al-Shabaab anzeigen wollen, wurde daraufhin jedoch inhaftiert, des unehelichen Geschlechtsverkehrs beschuldigt und öffentlich hingerichtet. Im Jahre 2009 wurde eine Frau in einem Dorf bei Wajid wegen Ehebruchs gesteinigt, ihr Liebhaber wurde ausgepeitscht. In Merka wurde wegen desselben Tatbestandes ein Mann gesteinigt, bei seiner schwangeren Freundin sollte die Geburt abgewartet werden. In derselben Stadt wurden zwei Männer wegen des Vorwurfs der Spionage gesteinigt. Am 27. Oktober 2010 wurden in Beledweyne zwei Mädchen erschossen, weil sie angeblich für Äthiopien spioniert hatten. Oft werden Menschen gezwungen, bei den Hinrichtungen und Amputationen zuzusehen.
Personen, die der Kontakte oder der Kooperation mit Feinden verdächtigt werden, wurden in den von al-Shabaab kontrollierten Gebieten bedroht und angegriffen. Im Januar 2009 wurde ein örtlicher Politiker in Kismaayo wegen „Abfalls vom Islam“ hingerichtet, da er mit dem Kriegsherrn Barre Adan Shire Hiiraale zusammengearbeitet hatte, der seinerseits mit Äthiopien kooperierte. Journalisten werden drangsaliert und können ihrer Arbeit nicht frei nachgehen. Zudem will al-Shabaab das Land von der sehr kleinen christlichen Minderheit „säubern“, allein 2009 wurden mindestens ein Dutzend christliche Somalier getötet. Manche Zellen der al-Shabaab greifen auch Somalier an, die für ausländische humanitäre Organisationen arbeiten, während andere Zellen für die Lieferung humanitärer Hilfe Schutz bieten. Im Januar 2010 gab das Welternährungsprogramm (WFP) bekannt, dass es für Hunderttausende Somalier die Hilfe einstellen müsse. Zuvor hatten Teile von al-Shabaab Forderungen erhoben, dass das WFP alle sechs Monate eine „Sicherheitsgebühr“ von 20.000 US-Dollar bezahlen und die meisten weiblichen Angestellten entlassen solle. Al-Shabaab bemängelt zudem, dass die Einfuhr von Nahrungsmittelhilfe die somalische Landwirtschaft konkurriere, doch laut WFP reichte die Produktion der somalischen Bauern in den letzten Jahren nicht aus, um den Bedarf alleine zu decken.
Al-Shabaab wendet sich auch gegen die in Somalia übliche Heiligenverehrung und hat Schreine von islamischen Heiligen in Südsomalia zerstört.
In größerem Umfang als andere Kriegsparteien rekrutiert al-Shabaab Kinder und Jugendliche als Kämpfer. Einem Bericht von National Geographic zufolge bietet al-Shabaab in Mogadischu jungen Kämpfern ein Gehalt von 150 US-Dollar pro Monat an und ist damit ein lukrativer Arbeitgeber in einer Stadt, in der es keinen formalen Arbeitsmarkt gibt. Rekrutierungsprämien von 400 US-Dollar sind gerade für Jugendliche aus armen Familien ein erheblicher Anreiz. In Kismaayo führte al-Shabaab einen Wettbewerb für Jugendliche durch, bei dem es Waffen zu gewinnen gab, um Teilnehmer für den „Heiligen Krieg gegen die Feinde Allahs“ zu gewinnen.
Bei der somalischen Bevölkerung stößt al-Shabaab auf eine gewisse Zustimmung, da sie nach jahrelangem Bürgerkrieg für Sicherheit sorgt und zum Teil Geld für Rentner und Witwen zahlt. Für Unmut sorgen hingegen die erheblichen Eingriffe in das Alltagsleben. In Zentralsomalia formierte sich eine gemäßigt-islamistische, sufistische Gruppierung namens Ahlu Sunna Wal Jamaa, um al-Shabaab zu bekämpfen. Diese Gruppe hat Dhuusamarreeb in Zentralsomalia von al-Shabaab zurückerobert und arbeitet unterdessen mit der Übergangsregierung zusammen. Im Stadtteil Medina von Mogadischu organisierte sich der lokale Clan erfolgreich, um al-Shabaab zu verdrängen.
Am 9. Januar 2014 hat die al-Shabaab in den von ihnen kontrollierten Gebieten im Zentrum und im Süden Somalias die Nutzung des Internets für alle Bürger verboten. Wer sich dem widersetze, werde „als Feind“ betrachtet und „entsprechend der Scharia behandelt“.

### Unterstützung von außen und Aktivitäten im Ausland
Al-Shabaab rekrutiert auch Islamisten aus dem Ausland, deren Anzahl und Bedeutung für die Organisation ist allerdings schwer einzuschätzen. Neben zurückgekehrten Exil-Somaliern aus den USA (darunter drei US-Staatsbürger somalischer Herkunft, die in Somalia umkamen) sollen vor allem Pakistaner, ferner auch Afghanen und Tschetschenen an ihrer Seite kämpfen. US-Nachrichtendienste vermuten ein geheimes Netz, das Kämpfer in al-Shabaab angezogen hat und berichten, dass Dutzende Somalier aus Minneapolis (das die Hälfte aller Somalier in den USA beherbergt) verschwunden seien. Deren Beweggrund soll vor allem die Mischung von somalischem Nationalismus, religiöser Radikalisierung und Wut über den Einmarsch Äthiopiens gewesen sein.
Seit dem Abzug der äthiopischen Truppen richtet die Organisation ihre Rhetorik vermehrt auf einen weltweiten Dschihad aus, um Islamisten aus der ganzen Welt zu gewinnen. Sie drohte mit Anschlägen in Uganda und Burundi, weil diese Länder die Soldaten für die Truppe AMISOM zugunsten der Übergangsregierung stellen. Weitgehend ungehindert können al-Shabaab-Kämpfer in das benachbarte Kenia eindringen. Sie sollen aus den dortigen Flüchtlingslagern Dutzende junge Somalier für eine Prämie von je 300 US-Dollar rekrutiert haben, daneben versuchen sie auch Exil-Somalier in Nairobi und (mit Salärversprechungen von 600 US-Dollar pro Monat) die einheimischen Somali in der Nordostregion anzusprechen. Sie haben gedroht, Attentate in Nairobi zu verüben. Kontakte bestehen auch zu al-Qaida-Gruppen, und al-Shabaab kündigte an, Kämpfer nach Jemen zu entsenden. Bei einem Treffen Ende Januar 2010 in Baidoa verabschiedeten die Milizenführer von al-Shabaab Mohamed Abdi Godane und Sheikh Muktar Robow sowie weitere islamistische Gruppierungen eine Erklärung, in der der Dschihad in Somalia als Teil des Dschihad der al-Qaida bezeichnet wurde. Man wolle gemeinsam einen Gottesstaat am Horn von Afrika errichten.
Eritrea, das mit Äthiopien verfeindet ist, soll al-Shabaab mit Waffenlieferungen unterstützen. Die eritreische Regierung hat diese Vorwürfe mehrfach zurückgewiesen. Sie werden allerdings durch Aussagen von Shabaab-Mitgliedern in Somalia bestätigt. Waffen werden demnach aus dem Nachbarland Kenia gekauft sowie von Eritrea über die Hafenstadt Kismaayo geliefert.
Seit spätestens 2009 bemühte sich al-Shabaab um die Aufnahme in das Netzwerk von al-Qaida, was Osama bin Laden bis zu seinem Tod wegen al-Shabaabs Inkaufnahme der Tötung von Muslimen verweigerte. Im Februar 2012 schwor Al-Shabaab Aiman az-Zawahiri, dem neuen Anführer von al-Qaida, die Gefolgschaft und gilt seitdem als regionaler al-Qaida-Ableger. Die zur al-Qaida in Konkurrenz stehende Organisation Islamischer Staat bemüht sich in groß angelegten Social-Media-Kampagnen, somalische Dschihadisten dazu zu bewegen, ihre Allianz von der al-Qaida zum IS zu wechseln, jedoch bis dato ohne Erfolg.

## Durch al-Shabaab verübte Anschläge
Die folgende Auflistung ist nicht vollständig, sondern stellt eine Auswahl dar (siehe auch Liste von Terroranschlägen in Somalia).

### 2010
Am 1. Januar 2010 drang ein Somalier mit Verbindungen zu al-Shabaab in das Haus des dänischen Mohammed-Karikaturisten Kurt Westergaard ein und versuchte diesen zu töten. Er wurde verhaftet und Anfang Februar 2011 zu neun Jahren Gefängnis mit anschließender Ausweisung aus Dänemark verurteilt. Der Verteidiger legte Berufung gegen das Urteil ein.
Während des Endspiels der Fußball-Weltmeisterschaft am 11. Juli 2010 explodierten in zwei Lokalen in der Umgebung der ugandischen Hauptstadt Kampala Bomben. Dabei starben offiziellen Angaben zufolge mindestens 74 Menschen. Ein Sprecher von al-Shabaab bekannte sich zu den Attentaten und kündigte weitere Anschläge in Uganda und Burundi an.

### 2013
Nach Erkenntnissen deutscher Sicherheitsbehörden war ein Konvertit an den Vorbereitungen zum Anschlag auf das Einkaufszentrum in Nairobi beteiligt.
Am 21. September 2013 bekannte sich al-Shabaab zu dem Überfall auf das Westgate-Einkaufszentrum im kenianischen Nairobi, bei dem mindestens 68 Menschen getötet und mehrere hundert Menschen verletzt wurden. Al-Shabaab gab als Anlass für den Anschlag die Präsenz kenianischer Truppen in Somalia an.
Am 14. Dezember 2013 starben bei einem Granatenangriff auf einen Regionalbus im somalisch besiedelten Stadtteil Eastleigh von Nairobi vier Menschen. Der Anschlag ereignete sich vor der Pangani Police Station, die zum Zeitpunkt des Anschlags mit 32 Personen besetzt war.

### 2014
Am 23. März 2014 verübten zwei Attentäter der Miliz einen Anschlag auf die katholische Kirche Joy Jesus Church in Likoni und töteten dabei zwei Personen.
Am 31. März 2014 starben bei der Explosion mehrerer Handgranaten in Nairobi sechs Menschen. Die Granatenangriffe ereigneten sich im Viertel Eastleigh, das von Somaliern besiedelt ist.
Am 3. Mai 2014 starben bei zwei Anschlägen in Mombasa mindestens drei Menschen. Anhänger der Organisation bewarfen am Mwembe-Tayari-Marktplatz einen voll besetzten Bus mit Granaten, zudem detonierte vor dem Reef-Hotel im Stadtteil Nyali ein selbstgebauter Sprengsatz.
Am 5. Mai 2014 zündeten zwei Selbstmordattentäter in zwei vollbesetzten Bussen auf der Thika Road in Nairobi mehrere Bomben. Bei den Anschlägen starben sechs Menschen und 62 weitere wurden verletzt.
Am 16. Mai 2014 starben bei einem Bomben-Anschlag auf dem Marktplatz in Gikomba in Nairobi mindestens vier Menschen. Die militanten Anhänger der Miliz warfen zudem Handgranaten auf die Flüchtenden und verwundeten dabei 10 weitere Personen. Der kenianische Präsident Uhuru Kenyatta rief daraufhin zum Kampf gegen die Miliz auf.
Am 24. Mai 2014 verübten Anhänger der Terrororganisationen einen Bomben-Anschlag auf das Regierungsviertel von Mogadischu. Vor mehreren Botschaften und dem Bundesparlament von Somalia fielen zudem Schüsse.
Am 25. Mai 2014 griffen Kämpfer das Restaurant La Chaumiere in Dschibuti mit Handgranaten an und töteten dabei zwei Personen. 11 weitere Personen wurden bei dem Angriff um 20 Uhr Ortszeit verwundet.
Ein verlustreicher Anschlag ereignete sich am 15. Juni 2014 im kenianischen Küstenort Mpeketoni, als al-Shabaab-Milizen mehrere Hotels und eine Polizeistation angriffen. Mindestens 48 Todesopfer waren zu beklagen. Im Gegensatz zu früheren ähnlichen Aktionen wurden dabei Frauen und Kinder weitgehend verschont. al-Shabaab erklärte, dass die Aktion eine Revanche dafür sei, dass kenianische Truppen in Somalia stünden und dort Muslime getötet hätten.
Am 25. Dezember 2014 drangen fünf als somalische Soldaten verkleidete al-Shabaab-Milizionäre in das Hauptquartier der Truppen der Afrikanischen Union in Mogadischu ein und töteten 4 Soldaten und einen Zivilisten.
Am 4. Juli 2014 starben bei der Explosion einer Autobombe vor dem somalischen Parlament vier Personen.
Am 5. Juli 2014 starben 9 Menschen bei einem Anschlag auf ein Polizeirevier im County Tana River (Kenia).
Am 6. Juli 2014 verübte die al-Shabaab einen Anschlag im Ort Hindi im Bezirk Lamu (Lamu County) (Kenia) und tötete dabei 29 Personen.
Am 22. November 2014 stoppten al-Shabaab-Milizen einen Bus im Bezirk Mandera (Kenia) und töteten alle nicht-muslimischen Businsassen. Der Terrorakt forderte mindestens 28 Todesopfer. Einer der Businsassen wurde nur verletzt und stellte sich tot, so dass er später die Vorkommnisse berichten konnte. Nachdem der Bus durch die Milizen mit Schüssen und Handgranaten zum Halt gezwungen worden war, wurde der Bus in eine abgelegene Gegend entführt, bis er schließlich im Schlamm stecken blieb und nicht mehr flottgemacht werden konnte. Alle Businsassen mussten aussteigen, wurden in Somalis und nicht-somalische Kenianer getrennt und jedem nicht-somalischen Mann wurde beim Aussteigen durch Einklemmen in der Bustür eine Hand gebrochen. Danach wurden die Businsassen aufgefordert, den Koran zu zitieren. Diejenigen, die das nicht konnten, mussten sich auf die Erde legen und wurden später erschossen.

### 2015
Am 20. Februar 2015 griffen al-Shabaab-Kämpfer das häufig von Politikern frequentierte Central Hotel in Mogadischu mit einer Autobombe an und eröffneten in der dortigen Moschee während des Freitagsgebets das Feuer. Zwanzig Personen starben, darunter der Vizebürgermeister von Mogadischu. Der Vizeregierungschef und der Verkehrsminister wurden verletzt.
Am 27. März 2015 ereignete sich ein erneuter Anschlag auf ein häufig von Politikern frequentiertes Hotel in Mogadischu, das Maka al-Mukarama-Hotel. Bei dem Überfall starben zehn Personen, darunter der somalische Botschafter der Schweiz und der Vereinte-Nationen-Abgeordnete Yusuf Mohamed Ismail Bari-Bari.
Am 2. April 2015 griff eine Gruppe von Attentätern den Campus des Garissa University College in Garissa im Garissa County in Kenia an und nahm Geiseln. Im Verlauf wurde der Campus durch Spezialeinsatzkräfte gestürmt. Der Überfall und die anschließenden Kämpfe forderten nach kenianischen Regierungsangaben annähernd 150 Menschenleben. Als Drahtzieher des Anschlags wurde von Sicherheitskräften der Al-Shabab-Führer Mohamed Mohamud Kuno alias Dulyadin verantwortlich gemacht. Dieser war laut Ermittlerkreisen im Zeitraum von 1997 bis 2000 Lehrer und Prinzipal an der Madrasa Najah in Garissa.
Am 14. April 2015 wurde das Gebäude, in dem das somalische Hochschulministerium und andere Einrichtungen in Mogadischu ihren Sitz haben, zum Ziel eines Angriffs. Zunächst sprengte sich ein Selbstmordattentäter mit dem Auto vor dem Gebäude in die Luft und anschließend drangen bewaffnete al-Shabaab-Milizionäre in das Gebäude ein. Der Angriff forderte mindestens 10 Todesopfer.
In der Nacht zum 20. Juni 2015 ereignete sich ein Überfall der Al-Shabaab-Miliz auf eine Polizeiwache im Süden Somalias. Dabei kamen vermutlich 8 bis 12 Polizisten und 10 Aufständische ums Leben. Die Mitglieder der Al-Shabaab-Miliz wurden bei ihrem Fluchtversuch mit drei gestohlenen Pick-ups, davon einer mit einem montierten Maschinengewehr, von den Sicherheitskräften getötet.
Am 26. Juni 2015 griffen Al-Shabaab-Kämpfer einen Truppenstützpunkt der Mission der Afrikanischen Union in Somalia (AMISOM) in der Nähe des Ortes Lego in Somalia an. Bei dem Angriff kamen bis zu 50 Angehörige der AMISOM ums Leben. Die Al-Shabaab-Milizionäre erbeuteten zahlreiche Waffen und militärische Ausrüstungsgegenstände.
In der Nacht zum 7. Juli 2015 kamen bei Schießereien und Explosionen in der Nähe eines Militärlagers im Bezirk Mandera im Nordosten Kenias mindestens 14 Menschen ums Leben. Bei den Getöteten handelte es sich um Arbeiter in einem nahen Steinbruch. Al-Shabaab erklärte sich für den Angriff verantwortlich.
Am 10. Juli 2015 starben bei Bombenanschläge auf das Hotel Weheliye und Siyaad City Hotel in Mogadischu mindestens sieben Personen. Unter den Toten befinden sich fünf Zivilisten, 15 weitere werden bei den Attentaten verletzt.
Am 27. Juli 2015 wurden bei einer Bombenexplosion nahe dem Jazeera Palace Hotel am Flughafen von Mogadischu mindestens 13 Menschen getötet und 40 weitere verletzt. Al-Shabaab übernahm die Verantwortung für den Anschlag und erklärte, dies sei die Antwort auf Angriffe der Truppen der Afrikanischen Union und der regulären somalischen Armee.
Am 1. September 2015 griffen al-Shabaab-Kämpfer eine Basis der Afrikanischen Unions (AU)-Truppen in Janaale, etwa 90 Kilometer südwestlich von Mogadischu an. Bei dem Angriff kamen etwa 70 AU-Soldaten ums Leben.
Am 21. Dezember 2015 überfielen al-Shabaab-Milizionäre einen Bus im Distrikt Mandera (Kenia). Da sich die muslimischen Businsassen weigerten, sich von ihren christlichen Mitreisenden trennen zu lassen und sich als menschliche Schutzschilde für diese einsetzten, kam es nur zu zwei Todesopfern. Kenianische Politiker priesen daraufhin den Mut der Businsassen. Von Journalisten wurde der Vorfall als ein mögliches Indiz dafür gesehen, dass sich die mehrheitlich muslimisch-somalische Bevölkerung Nord-Kenias zunehmend von al-Shabaab distanziert. Die durch al-Shabaab verübten Terroraktionen haben in der Vergangenheit dazu geführt, dass zahlreiche Lehrer sowie medizinisches Personal aus der Region geflohen sind, was die örtliche Bevölkerung zu spüren bekäme.

### 2016
Am 15. Januar 2016 eroberten al-Shabaab-Kämpfer einen Stützpunkt der Truppen der Afrikanischen Union im somalischen Ort el-Ade. Nach al-Shabaab-Angaben wurden dabei mehr als 60 kenianische Soldaten getötet. Das kenianische Militär bestritt, dass die Zahl der Getöteten so hoch sei, veröffentlichte aber zunächst keine genauen Zahlenangaben.
Am 22. Januar 2016 stürmten al-Shabaab-Milizionäre das Beach View Hotel und das nahegelegene Lido Seafood Restaurant in Mogadischu und eröffneten wahllos das Feuer auf alle Anwesenden. Viele der Verwundeten, die meisten davon somalische Zivilpersonen, starben erst später, so dass sich die Gesamtzahl der Getöteten von anfänglich gemeldeten 20 auf mehr als 40 erhöhte.
Am 2. Februar 2016 ereignete sich eine Explosion an Bord von Daallo-Airlines-Flug 159, eines Linienflugs von Mogadischu nach Dschibuti, die ein etwa 1 × 2 Meter großes Loch in die Außenhülle des Flugzeuges riss. Der Pilot konnte umdrehen und das Flugzeug sicher wieder in Mogadischu landen. Es blieb zunächst unklar, ob es sich um einen Bombenanschlag oder ein technisches Problem handelte. al-Shabaab gab dazu keine Stellungnahme ab. Nach dem offiziellen Untersuchungsbericht vom 6. Februar 2016 handelte es sich um eine Bombenexplosion. Am 13. Februar 2016 bekannte sich al-Shabaab zu dem Bombenanschlag, dies war der erste Anschlag der Gruppe auf ein Flugzeug.
Am 5. Februar 2016 nahmen al-Shabaab-Kämpfer nach Aussagen von Einwohnern die somalische Hafenstadt Merka, die sich zuvor unter der Kontrolle der AMISOM-Truppen befunden hatte, ein. Sprecher der Afrikanischen Union bestritten jedoch, dass die AMISOM-Truppen die Kontrolle verloren hätten und sprachen von einer „Neuaufstellung der Positionen“.
Am 26. Februar 2016 versuchten al-Shabaab-Milizionäre das Somali Youth League (SYL)-Hotel in Mogadischu, das von Regierungsmitarbeitern häufig frequentiert wurde, zu stürmen. Dabei kamen neun Menschen zu Tode, darunter auch die Angreifer.

Situation im November 2016

Am 26. April 2016 griffen al-Shabaab-Kämpfer einen somalischen Armeestützpunkt Daynuunay rund 200 Kilometer nordwestlich von Mogadischu an. Dabei wurden mindestens 6 Soldaten und nach Angaben des somalischen Militärs auch 10 al-Shabaab-Kämpfer getötet.
Am 9. Juni 2016 griffen al-Shabaab-Milizionäre den vor allem von äthiopischen Soldaten bemannten AMISOM-Stützpunkt in Halgan, etwa 260 Kilometer nördlich von Mogadischu an. Die anschließenden Angaben zum Ablauf des Ereignisses waren sehr unterschiedlich. Während der somalische Sicherheitsminister von 240 getöteten Terroristen sprach und die AMISOM 110 getötete Milizionäre nannte und eigene Todesopfer verneinte, behauptete al-Shabaab, dass bei dem Überfall 60 äthiopische Soldaten getötet worden seien.
Am 25. Oktober 2016 starben bei einem Anschlag in Kenia, auf das Boshari Hotel in Mandera, an der Grenze zu Somalia und Äthiopien, mindestens 12 Personen. An dem Angriff waren mindestens 10 Angreifer beteiligt. Alle 12 Toten und vier Verletzte im Hotel waren ausländische Touristen.
Bei einem Autobombenanschlag in Mogadischu am 11. Dezember 2016, der al-Shabaab zugeschrieben wurde, starben mindestens 16 Personen.

### 2017
Bei einem Autobombenanschlag auf ein Hotel in Mogadischu am 25. Januar 2017 starben mindestens 28 Personen. Al-Shabaab bekannte sich zu diesem Anschlag. Eine weitere Autobombenexplosion im Stadtquartier Madina von Mogadischu am 19. Februar 2017 forderte mindestens 16 Todesopfer und 40 Verletzte. Auch hier wurde al-Shabaab verantwortlich gemacht. Am 11. September 2017 griffen al-Shabaab-Milizionäre eine somalische Militärbasis in Beled Hawa nahe der Grenze zu Kenia an. Nach Angaben der Miliz starben dabei 30 Soldaten. Die somalische Armee sprach von 8 Todesopfern.
Am 14. Oktober 2017 kam es zum schwerwiegendsten Anschlag des letzten Jahrzehnts in Mogadischu, für den al-Shabaab verantwortlich gemacht wurde, als ein mit Sprengstoff bepackter Lastwagen vor dem Eingang des Safari Hotels explodierte. Dabei starben nach örtlichen Polizeiangaben mindestens 320 Menschen und hunderte wurden zum Teil schwer verletzt. Bei einer weiteren Bombenexplosion im Stadtteil Madina kamen am selben Tag ebenfalls Menschen zu Tode. Aus aller Welt gingen anschließend Solidaritätsbekundungen und humanitäre Hilfsangebote in Somalia ein. In Mogadischu kam es zu spontanen Demonstrationen der Bevölkerung gegen den al-Shabaab-Terror. Die Zahl der Todesopfer wurde am 20. Oktober 2017 mit 358 angegeben.
Zwei Wochen später explodierten am 28. Oktober 2017 zwei weitere Bomben in Mogadischu, zu denen sich al-Shabaab bekannte. Eine Explosion ereignete sich vor einem Hotel und eine andere vor dem ehemaligen Parlamentsgebäude. Es gab mindestens 20 Todesopfer.

### 2019
Am 15. Januar 2019 verübten bewaffnete Kämpfer von Al-Shabaab einen Anschlag auf ein Hotel in Nairobi.

### 2020
Im Januar 2020 töteten sie drei Amerikaner bei einem Angriff auf den kenianischen Militärstützpunkt Manda Bay.
Am 16. August griff ein Al-Shabaab-Kommando ein Hotel in Mogadischu an. Nachdem ein Selbstmordattentäter mit einer Autobombe die Tore der Anlage aufgesprengt hatte, stürmten vier Terroristen das Hotel und nahmen Geiseln. In einem dreistündigen Feuergefecht mit Militäreinheiten wurden alle Al-Shabaab-Kämpfer sowie 11 Zivilisten getötet.

### 2022
Am 4. Mai 2022 wurde die etwa 160 Kilometer nordöstlich von Mogadischu gelegene al-Baraf-Militärbasis der Afrikanischen Union von al-Shabaab-Kämpfern angegriffen. Nach al-Shabaab kamen dabei mehr als 100 AU-Soldaten ums Leben.
Am 9. September 2022 wurden in der Region Mubarak, etwa 95 Kilometer südwestlich der Hauptstadt Mogadischu, die zwei örtlichen Anführer Carab und Aw Maay beim Einsatz von Spezialkräften getötet. Zehn weitere Milizmitglieder wurden verletzt. Während der Operation befreite das Militär zivile Geiseln. Die islamistische Gruppe behauptete, bei dem Luftangriff seien 10 Menschen getötet und 20 weitere verwundet worden, allesamt Zivilisten.
Am 23. Oktober 2022 wurden bei einem Angriff auf ein Hotel in Kismayo neun Menschen getötet, 47 wurden dabei verletzt.
Am 29. Oktober 2022 wurden bei einem Angriff auf des Bildungsministerium in Mogadischu mindestens 100 Menschen getötet und über 300 verletzt. Bei dem Angriff explodierten kurz hintereinander zwei mit Sprengstoff beladene Wagen. Die erste Explosion ereignete sich in der Nähe einer belebten Kreuzung, die zweite Autobombe explodierte, als Krankenwagen eintrafen und Menschen sich versammelten, um den Opfern zu helfen.

### 2023
Am 4. Januar 2023 ereignete sich ein Anschlag mit zwei Autobomben auf Regierungsbeamte und einen Markt mit Zivilisten in der Stadt Hiiraan. 35 Menschen kamen dabei ums Leben.
Am 6. Januar 2023 fand ein Selbstmordattentat mit Autobombe und Schusswaffen auf den Militärstützpunkt in Shabeellaha Dhexe statt. Dabei kamen mindestens 20 Menschen ums Leben.
Am 14. Januar 2023 ereignete sich ein Selbstmordattentat mit einer Autobombe auf eine Polizeistation in Buulobarde. Mindestens 11 Personen kamen dabei ums Leben, über 50 wurden dabei verletzt.
Am 22. Januar 2023 ereignete sich ein Angriff auf ein Regierungsgebäude in Mogadischu. Dabei brachte ein Angreifer ein mit Sprengstoff beladenes Auto an einem Tor des Sitzes der Regionalregierung zur Explosion. Daraufhin stürmten fünf weitere das Gebäude und belagerten es. Nach sechs Stunden waren alle sechs Angreifer, zwei Sicherheitsleute und vier weitere Personen tot.
Ende Mai 2023 griffen Kämpfer einen Stützpunkt der ugandischen Friedenstruppen an, der sich 130 Kilometer südwestlich von Mogadischu befindet und töteten 54 Soldaten.
Im Juni 2023 wurden bei einem Angriff der Al-Shabaab-Miliz auf ein beliebtes Strandhotel in Mogadischu zahlreiche Menschen erschossen.

### 2024
Am 10. Januar 2024 musste ein UN-Hubschrauber in Al-Shabaab-Gebiet wegen eines technischen Defekts notlanden. Laut der somalischen Behörde soll ein Ägypter getötet worden sein. Der Pilot sowie ein somalischer Arzt sollen lebend entkommen sein. Die übrigen Insassen, vier oder fünf Menschen, wurden von der Miliz als Geisel genommen. Der Hubschrauber war zu einem medizinischen Evakuierungsflug unterwegs gewesen.

## Militärische Maßnahmen gegen al-Shabaab
| Name                             | Rolle bei al-Shabaab                                                            | Ausgesetzte Belohnung |
| -------------------------------- | ------------------------------------------------------------------------------- | --------------------- |
| Ibrahim Haji Jama                | Mitgründer                                                                      | 5 Millionen US$       |
| Fuad Mohamed Khalaf („Shongole“) | Finanzier                                                                       | 5 Millionen US$       |
| Bashir Mohamed Mahamoud          | militärischer Führer                                                            | 5 Millionen US$       |
| Mukhtar Robow („Abu Mansur“)     | Sprecher                                                                        | 5 Millionen US$       |
| Zakariya Ismail Ahmed Hersi      | Spionage- und Aufklärungschef (festgenommen bzw. übergelaufen am 27. Dez. 2014) | 3 Millionen US$       |
| Abdullahi „Yare“                 | Führungspersönlichkeit                                                          | 3 Millionen US$       |

Am 17. Juli 2014 berichtete die Agentur Fides, dass die kenianische Armee vier Feldlager von Al-Shabaab in der Nähe der Stadt Lamu auf der gleichnamigen Insel zerstört hat.
Im August 2014 meldeten US-Streitkräfte einen Luftschlag gegen die Al-Shabaab. Somalische Regierungssoldaten und Truppen der Afrikanischen Union (AU) eroberten die Stadt Bulomarer. Daraufhin wurde die Geheimdienstzentrale in der Hauptstadt Mogadischu von Al-Shabaab-Kämpfern angegriffen.
Am 1. September 2014 wurde der Führer von Al-Shabaab, Ahmed Abdi Godane, bei einem US-amerikanischen Luftangriff südlich von Mogadischu getötet. Einige Tage später wurde Ahmad Umar, auch bekannt als Abu Ubaidah, zu seinem Nachfolger proklamiert.
Am 5. Oktober 2014 wurde die Einnahme der Hafenstadt Baraawe, etwa 125 km südwestlich von Mogadischu, durch die somalische Armee, unterstützt durch Truppen der Afrikanischen Union, bekanntgegeben. Damit ging für Al-Shabaab eine wesentliche Nachschubbasis und ein Exporthafen verloren.
Am 27. Dezember 2014 wurde eine der Führungspersönlichkeiten der al-Shabaab, Zakariya Ahmed Ismail Hersi, auf dessen Ergreifung die Vereinigten Staaten im Juni 2012 eine Belohnung von 3 Millionen US$ ausgesetzt hatten, kampflos in einem Haus in der Nähe der kenianischen Grenze festgenommen. In einem späteren Interview am 23. Dezember 2015 mit der BBC schilderte Hersi, der sich im Jahr 2013 mit dem al-Shabaab-Führer Godane zerstritten hatte und mittlerweile als freier Mann in einem Haus in Mogadischu unter dem Schutz der somalischen Regierung lebt, die Vorgänge so, dass er sich von al-Shabaab abgesetzt habe. Die Gewalttaten gegen die Zivilbevölkerung habe er nicht gebilligt, sie seien „ungesetzlich“, „falsch“ und „brutal“. Sein ursprüngliches Ziel, als er sich al-Shabaab anschloss, sei es gewesen, die nach Somalia eingedrungenen äthiopischen Invasoren zu bekämpfen.
Bei einem US-Drohnenangriff auf ein Auto am 12. März 2015 bei Baardheere, etwa 240 km westlich von Mogadischu, kam Aden Garar, einer der Hauptverantwortlichen für den Überfall auf das Einkaufszentrum in Kenia ums Leben.
In Reaktion auf den Anschlag auf das Garissa University College am 2. April 2015 bombardierte die kenianische Luftwaffe nach eigenen Angaben am 6. April 2015 Stützpunkte von al-Shabaab in Somalia.
Am 22. Juli 2015 besetzten somalische und Truppen der Afrikanischen Union die Stadt Baardheere, die bislang unter Kontrolle von Al-Shabaab gestanden hatte. Nach Berichten von Stadtbewohnern waren in der Woche zuvor zwei Al-Shabaab-Kommandeure durch einen Drohnenangriff getötet worden.
Am 7. März 2016 griffen US-Luftstreitkräfte und US-Drohnen Raso, ein al-Shabaab-Trainingscamp etwa 195 Kilometer nördlich von Mogadischu an. Nach einem Sprecher des Pentagon wurden dabei etwa 150 al-Shabaab-Milizionäre getötet. Die Angaben zu den Verlusten wurden von al-Shabaab-Sprechern bestritten. Eine so große Zahl an Kämpfern würde sich aufgrund der Gefahr von Luftangriffen nie an einem Ort versammeln.
Am selben Tag brachte die australische Fregatte HMAS Darwin (FFG 04) vor der Küste Omans ein Fischerboot auf, das eine große Ladung von Waffen an Bord hatte und in Richtung Somalia unterwegs war.
Wenige Tage später griffen Spezialeinheiten der US-Streitkräfte ein Haus an, in dem sich al-Shabaab-Mitglieder aufgehalten haben sollen. Ein Sprecher der US-Streitkräfte bestätigte nur, dass bei einem Angriff 10 al-Shabaab-Kämpfer getötet worden seien, während es aus somalischen Sicherheitskreisen hieß, das Ziel der Operation sei die Festnahme eines nicht namentlich genannten hochrangigen Mitgliedes der Miliz gewesen, das jedoch im Kampf getötet worden sei.
Die französische Marine brachte am 29. März 2016 im nördlichen Indischen Ozean ein Schiff auf, das große Mengen an Sturmgewehren und Panzerabwehrwaffen an Bord hatte und in Richtung somalischer Küste unterwegs war.
Am 14. April 2017 erklärte die US-Regierung, dass einige Dutzend amerikanischer Soldaten nach Somalia entsandt würden, die das somalische Militär im Anti-Terror-Kampf unterstützen sollten. Dies war der erste Einsatz regulärer Soldaten seit dem Rückzug der US-Streitkräfte aus Somalia 1994.
Bei einem Luftangriff US-amerikanischer Streitkräfte auf ein Al-Shabaab-Trainingscamp am 21. November 2017 wurden nach Angaben des US Africa Command mehr als 100 Al-Shabaab-Kämpfer getötet. Bei einem „Präzisions“-Luftschlag der US-Streitkräfte am 12. Oktober 2018 kamen nach US-Angaben etwa 60 Al-Shabaab-Kämpfer ums Leben, ohne dass Zivilisten getötet wurden.
2020 wurden die US-Soldaten aus Somalia abgezogen. 2022 begannen die USA dort einen neuen Einsatz.